# Rissjön (Anundsjö socken, Ångermanland, 708176-158101)
Rissjön är en sjö i Örnsköldsviks kommun i Ångermanland och ingår i Ångermanälvens huvudavrinningsområde. Sjön har en area på 0,117 kvadratkilometer och ligger 317,4 meter över havet.

## Delavrinningsområde
Rissjön ingår i det delavrinningsområde (708141-158172) som SMHI kallar för Utloppet av Rissjön. Medelhöjden är 368 meter över havet och ytan är 3,61 kvadratkilometer. Det finns inga avrinningsområden uppströms utan avrinningsområdet är högsta punkten. Vattendraget som avvattnar avrinningsområdet har biflödesordning 3, vilket innebär att vattnet flödar genom totalt 3 vattendrag innan det når havet efter 170 kilometer. Avrinningsområdet består mestadels av skog (86 procent). Avrinningsområdet har 0,12 kvadratkilometer vattenytor vilket ger det en sjöprocent på 3,3 procent.